# روژه آسنفوردر
روژه آسنفوردر (فرانسوی: Roger Hassenforder‎؛ زادهٔ ۲۳ ژوئیهٔ ۱۹۳۰) دوچرخه‌سوار اهل فرانسه است.